# St. Elisabeth (Bamberg)

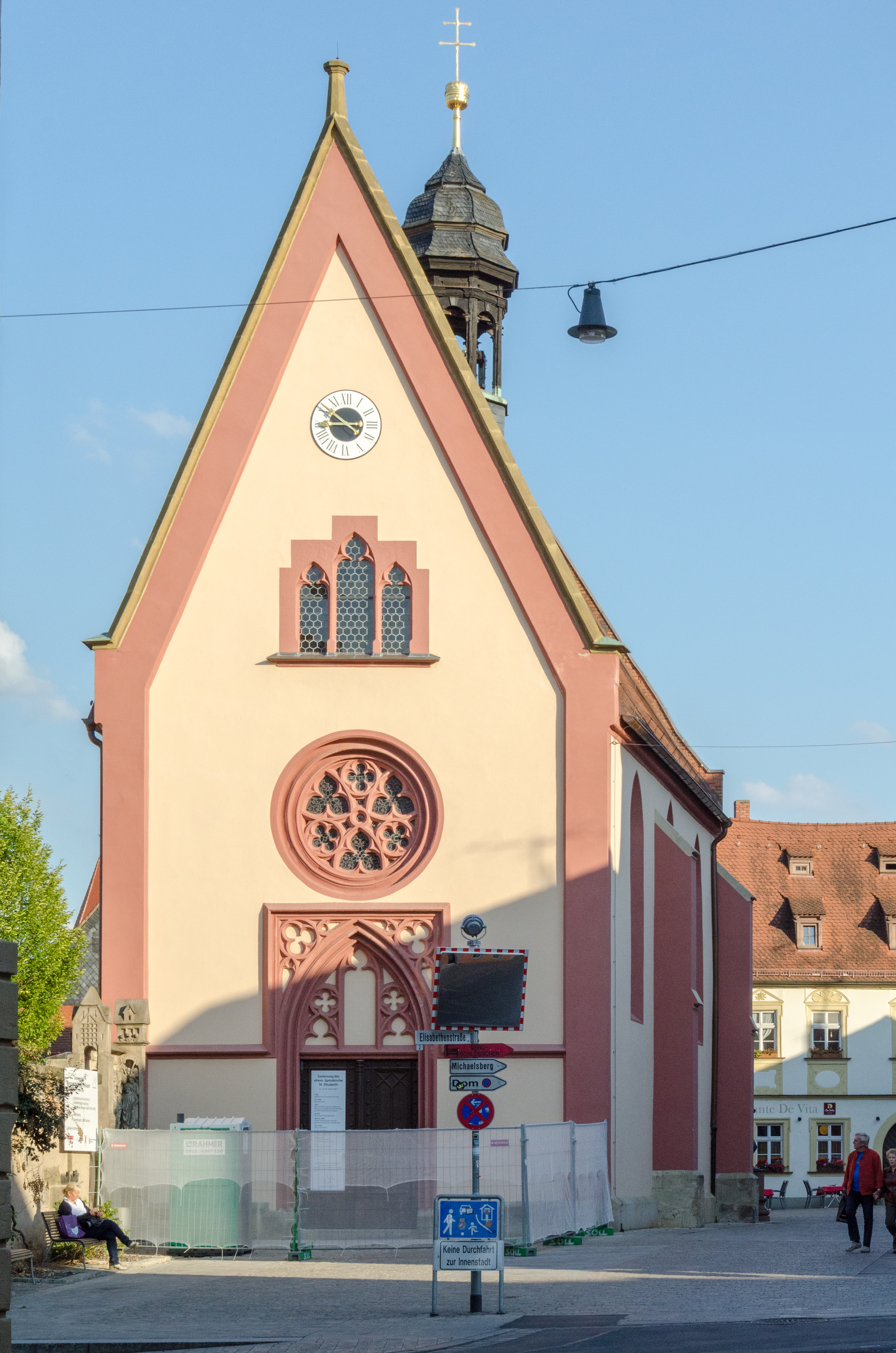
Giebel und Eingangsportal von Westen

Die ehemalige Spitalkirche St. Elisabeth oder Elisabethenkapelle ist eine römisch-katholische Kapelle in der oberfränkischen Stadt Bamberg.

## Geschichte

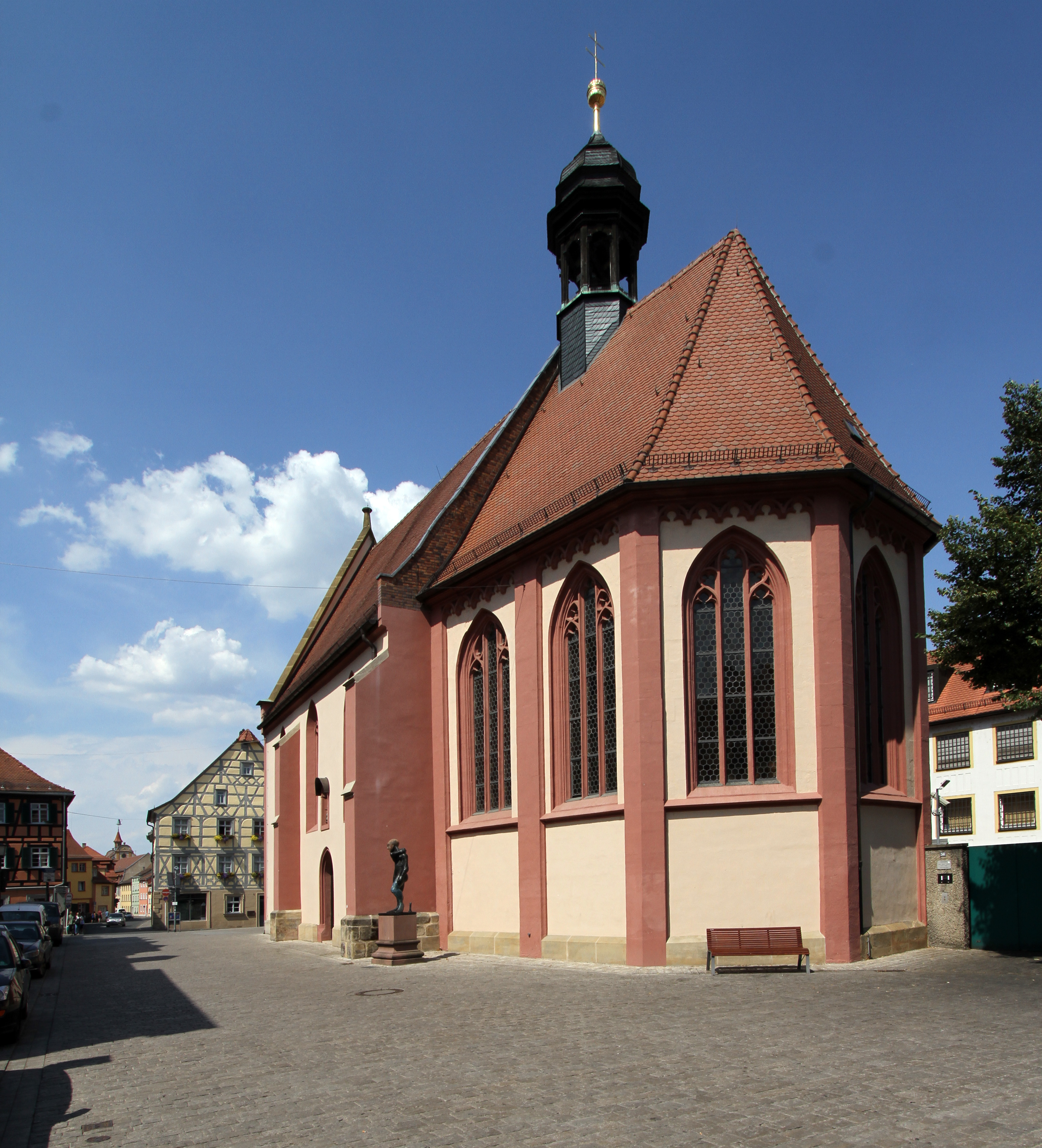
Gesamtansicht der Kapelle St. Elisabeth

Am 28. September 1328 errichtete der Bürger Konrad Eseler eine Stiftung zum Bau eines Spitals, das im Jahr 1330 im Sandgebiet am Rand der damaligen Stadtbefestigung neben dem Turm des Sandtors eingeweiht wurde. Die ab 1404 nachweisbare Benennung nach St. Elisabeth löste den vorherigen Namen Zu dem Heiligen Geist ab. Das heutige Grundstück der Kapelle wurde 1343 und 1350 erworben. 1364 wurde in dem Spital eine Seelmesse gestiftet und 1374 erstmals ein eigener Kaplan am „Matthäus- und Elisabethenaltar“ erwähnt. Untersuchungen zeigen, dass der Chor um 1400 errichtet worden sein muss. Das Langhaus wurde um 1493 ergänzt, wahrscheinlich anstelle eines vorausgegangenen Spitalgebäudes. Der bestehende Dachreiter dürfte 1726 anstelle eines älteren Vorgängerbaus aufgesetzt worden sein.
1736 wurde das Elisabethenspital mit dem Katharinenspital zusammengelegt und die Insassen in den Katharinenbau am heutigen Maximiliansplatz verlegt. Die Kapelle verlor damit ihre Funktion als Spitalkapelle. Die verlassenen Räumlichkeiten des Spitals wurden vorübergehend von der Academia Ottoniana genutzt. Als 1747 das in der Königstraße gelegene Zucht- und Arbeitshaus durch Brandstiftung zerstört wurde, wurden anstelle eines Wiederaufbaus ein Neubau anstelle des ehemaligen Elisabethenspitals in Erwägung gezogen. Wohl ab 1754 wurde der Gefängnisneubau an der Regnitz nach Plänen von Johann Jakob Michael Küchel errichtet. Die Kapelle blieb zunächst dem Gottesdienst vorbehalten. Erst 1821 wurde sie geschlossen und zum Magazin für das benachbarte königliche Baubüro und seine Nachfolgebehörden. Die ehemalige Einrichtung der Kapelle wurde 1826 verkauft.
1878 hat die Stadtgemeinde die Spitalkapelle zurückerworben und mit einer Instandsetzung begonnen. Dabei veranlasste der Stadtbaurat Karl Georg Lang eine neue Ausführung der Giebel und neue Ausgestaltung der nordwestlichen Giebelfassade mit Portal und Rundfenstern. Das Langhaus erhielt eine neue Decke und die Innenausstattung wurde der Kirche des aufgelösten Kapuzinerklosters entnommen. Am 19. November 1883, dem Tag der Heiligen Elisabeth, fand die Neuweihe statt.
Zeitweilig diente der Bau in der Folgezeit auch als Gefängniskapelle. Heute ist sie zu den Öffnungszeiten der Öffentlichkeit zur Besichtigung freigegeben.

## Beschreibung

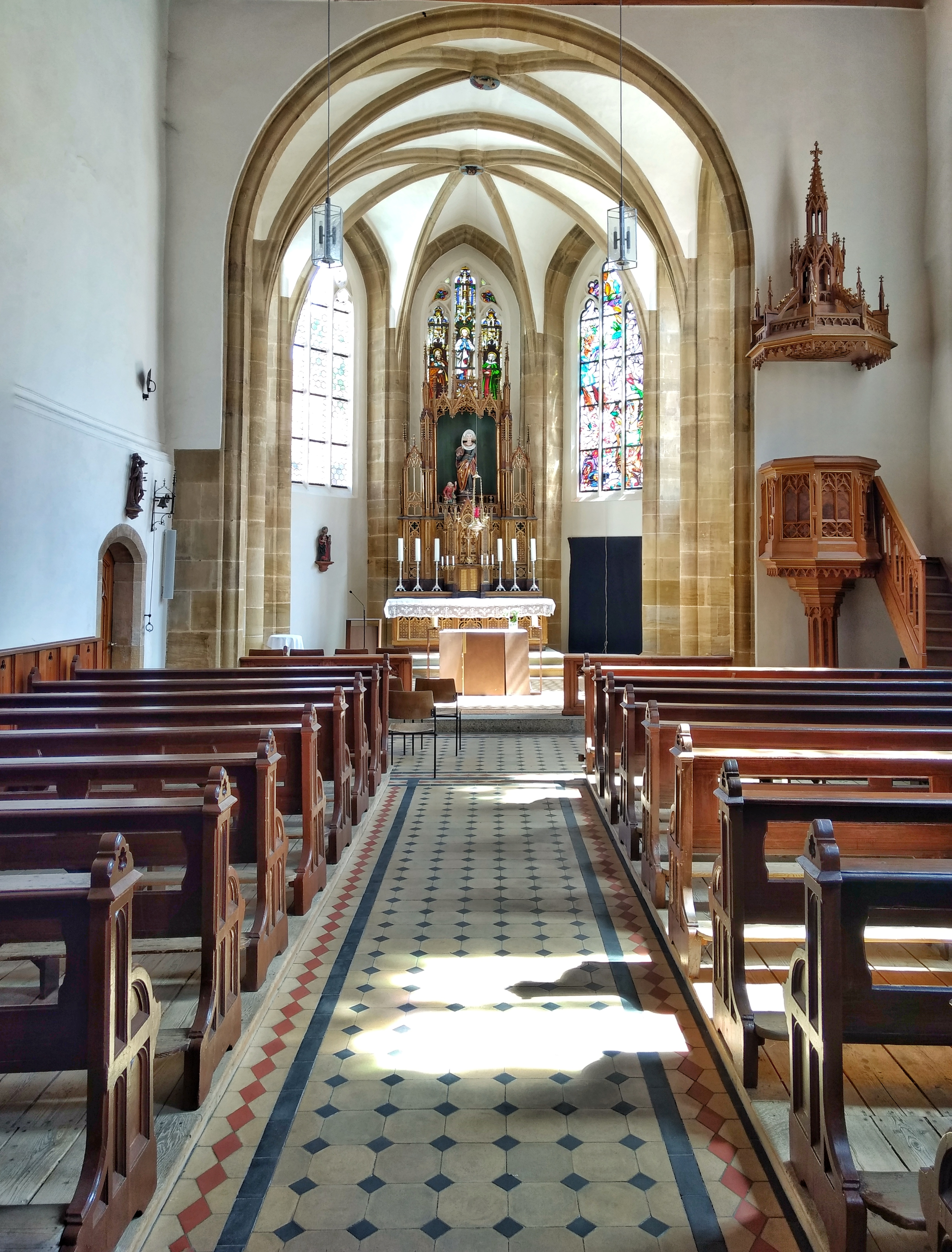
Blick zum Hochaltar vor zweien der Lüpertz-Fenster

Die Kirche ist nach Südosten ausgerichtet. Der Hochaltar wurde 1859 für die Kirche St. Heinrich und Kunigunde des Kapuzinerklosters entworfen und 1874 vollendet. Vor dem Abbruch der Klosterkirche wurde er an den jetzigen Standort in der Elisabethenkapelle überführt. Zwei ebenfalls überführte Seitenaltäre sind nach 1960 beseitigt worden. Ebenfalls von der Kapuzinerkirche übernommen, wurde die Holzempore rechts des Altars. Der Franziskusbrunnen unweit der Kapelle stand ursprünglich ebenfalls an der Mauer des Klosters.
In den Jahren 2019–2022 erhielt die Kapelle, anstelle der wabenförmigen Fenster, einen Zyklus von acht Glasfenstern des Künstlers Markus Lüpertz. Sie zeigen Szenen aus dem Leben der Heiligen Elisabeth von Thüringen, in Verbindung mit den sieben Werken der Barmherzigkeit aus der Bibel. Die Idee für diese Ausstattung mit den neuen Fenstern entstand während der Einweihung des vor der Kapelle stehenden Kunstwerks „Apoll“. Finanziert wurde der Ankauf aus Spenden.

## Feierlichkeiten
Seit 1951 findet im August in der historischen Altstadt rund um die Kapelle die Sandkerwa statt. Ursprünglich angestoßen wurde es durch den Bürgerverein IV. Distrikt, der das Fest bis heute mit organisiert. Rasch hat es sich zum größten Volksfest Bambergs entwickelt.